# Ornithospila succincta
Ornithospila succincta är en fjärilsart som beskrevs av Louis Beethoven Prout 1917. Ornithospila succincta ingår i släktet Ornithospila och familjen mätare. Inga underarter finns listade i Catalogue of Life.